# Svartegöl (Valdshults socken, Småland)
Svartegöl är en sjö i Gislaveds kommun i Småland och ingår i Nissans huvudavrinningsområde.